# NGC 2737
NGC 2737 is een spiraalvormig sterrenstelsel in het sterrenbeeld Kreeft. Het hemelobject werd op 23 februari 1863 ontdekt door de Duits-Deense astronoom Heinrich Louis d'Arrest.

## Synoniemen
- UGC 4751
- MCG 4-22-5
- ZWG 121.9
- PGC 25453